# Namorik
El Atolón Namdrik o Atolón Namorik es un atolón de 2 islas localizado en el océano Pacífico. Este es un distrito legislativo de la Cadena de Ralik de las Islas Marshall. Su tierra total da lugar a un área de 2,8 km², pero esto hay que sumarle una laguna de 8,4 kilómetros cuadrados.
La población del Atolón Namdrik es de 814 habitantes.
Está localizado aproximadamente a 63 millas al noroeste del Atolón Ebon, consiste en dos islas boscosas angostas e incluyen a la laguna. Un islote de coral está de pie entre ellos, con numerosas rocas negras. Con muchas dificultades, los barcos pueden introducirse dentro de la laguna. Hay tienda de comercio sobre el Oeste del Islote Namdrik.
Hay un arrecife de coral que se extiende sobre 135 m en los alrededores de una pista de aterrizaje, la cual es muy difícil de utilizar. Hay una profundidad de aproximadamente 1.2 m y hay varias rocas a lo largo de ambas islas. Dos ruinas varadas están a 90 m de la orilla del sur a lo largo de la línea costera. 
- Datos: Q697819
- Multimedia: Namorik Atoll / Q697819